# Bulbophyllum trinervium
Bulbophyllum trinervium là một loài phong lan thuộc chi Bulbophyllum.